# Raszków (Powiat Ostrowski)
Raszków (deutsch Raschkow, 1939–1945 Raschkau) ist eine Stadt in Polen mit etwa 2100 Einwohnern. Sie ist Sitz der gleichnamigen Stadt-und-Land-Gemeinde.

## Geschichte

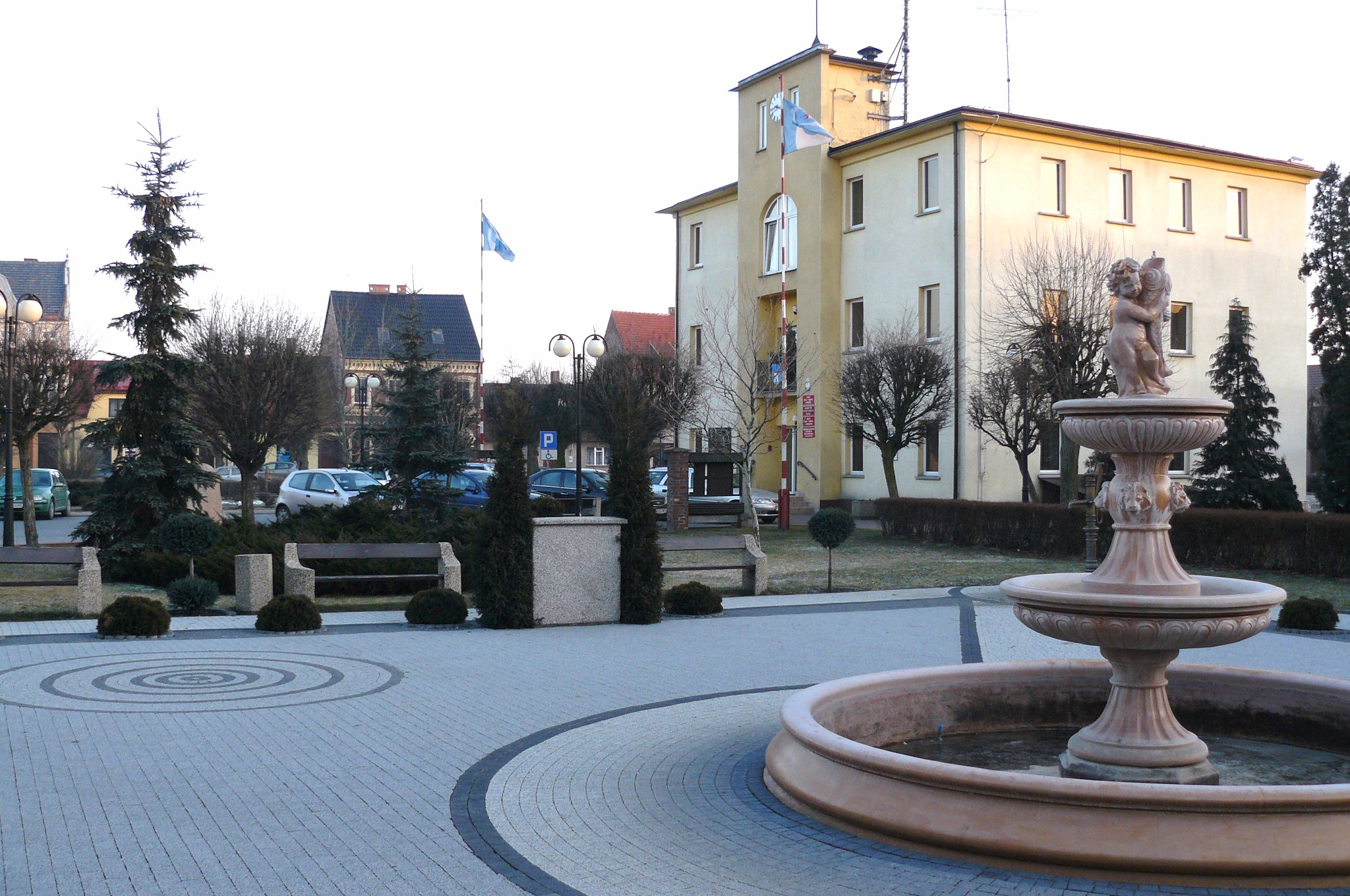
Marktplatz mit dem Rathaus

Das Dorf Raskowo wurde im Jahr 1403 erstmals urkundlich erwähnt. Die Stadt Raschkowo bzw. Raszkowo wurde 1444 angelegt. Der Ortsname wurde vom Personennamen Raszek zunächst mit dem Suffix -owo, später -ów abgeleitet.
Bis zum Jahr 1793 gehörte die Stadt zur Woiwodschaft Kalisz. Nach der zweiten Teilung Polens von 1793 gehörte die Stadt bis 1807 zu Südpreußen, später zur Provinz Posen.
Am 25. April 1848 fand am Ort die Schlacht von Raszków des Polnischen Aufstands in der Provinz Posen statt. 1888 wurde eine gemauerte römisch-katholische Pfarrkirche gebaut. Zu dieser Zeit kaufte die Preußische Ansiedlungskommission die große Güter unmittelbar außer der Stadt, damit im frühen 20. Jahrhundert die Stadt von mehrheitlich deutschsprachigen Kolonien umgeben wurde: Drogosław bzw. Treuwalde im Westen, Przybysławice bzw. Volkingen im Süden und Moszczanka bzw. Raschwege im Osten. Einige Kilometer weiter nördlich lag auch Bieganin Hauland (siehe Hauländer). In der Stadt wurde eine evangelische Pfarrkirche für die Protestanten gebaut.
Nach dem Ende des Ersten Weltkriegs kam Raszków zu Polen, Woiwodschaft Posen. Im Jahr 1921 gab es in der Stadt Raszków im Powiat Odolanów 196 Häuser mit 1672 Einwohnern, es waren überwiegend polnische (1423) Römisch-Katholiken (1401), die größte Minderheit waren evangelische (261) Deutsche (249).
Die evangelische Pfarrgemeinde der Superintendentur Ostrzeszów der Unierten Evangelischen Kirche in Polen zählte im Jahr 1937 693 Mitglieder.
Beim Überfall auf Polen 1939 wurde das Gebiet von den Deutschen besetzt und dem Landkreis Ostrowo im Reichsgau Wartheland zugeordnet. Nach dem Krieg verließ der Rest der Protestanten den Ort.
Von 1975 bis 1998 gehörte Raszków zur Woiwodschaft Kalisz.

## Gemeinde
Zur Stadt-und-Land-Gemeinde (gmina miejsko-wiejska) Raszków gehören die Stadt selbst und 23 Dörfer mit Schulzenämtern.